# Jasione montana var. gracilis
Jasione montana subsp. gracilis é uma variedade de planta com flor pertencente à família Campanulaceae. 
A autoridade científica da variedade é Lange, tendo sido publicada em Videnskabelige Meddelelser fra Dansk Naturhistorisk Forening i Kjøbenhavn 1861: 105. 1861.

## Portugal
Trata-se de uma variedade presente no território português, nomeadamente em Portugal Continental.
Em termos de naturalidade é nativa da região atrás indicada.

## Protecção
Não se encontra protegida por legislação portuguesa ou da Comunidade Europeia.